# Nagy Ferenc-kormány
A második magyar köztársaság első kormányát Nagy Ferenc vezette. Az addigi miniszterelnök, Tildy Zoltán a köztársasági elnöki székbe került át. Az új kormány a Független Kisgazdapárt programját akarta megvalósítani, három fő feladatának tekintette a szabad választások biztosítását, a békeszerződés aláírását és a megszálló szovjet csapatok kivonását. A Nagy Ferenc-kormány jól látta, hogy a Szovjetunióval való szívélyes viszony reálpolitikai szempontokból szükséges, ugyanakkor érzékelte a kommunisták által jelentett veszélyt is. A kormány sikeresen küzdött meg az inflációval, bevezette az új fizetőeszközt, a forintot. A háború utáni újjáépítés és a párizsi békeszerződés aláírása is e kormány munkája volt.
1946-47 fordulóján egyre inkább látszott, hogy az addigi viszonyok nem fenntarthatóak. A kormány ellenezte a hároméves terv bevezetését és a bankok államosítását, de a Szövetséges Ellenőrző Bizottság támogatta kommunisták ellen nem tudott védekezni. Az MKP nyomására a Kisgazdapárt egyre több képviselőt zárt ki sorai közül. 1947 februárjában a szovjetek elhurcolták Kovács Bélát, az FKGP pártfőtitkárát. Nagy Ferenc miniszterelnököt svájci nyaralásának idején, 1947. június 1-jén zsarolással kényszerítették lemondásra. A „szalámitaktika” által felaprózott kisgazdapárt után Dinnyés Lajos alapított kormányt.

## A kormány tagjai
| Név                                                       | hivatal kezdete     | hivatal vége        | párt                   | megjegyzés                                                |  |
| miniszterelnök                                            | miniszterelnök      | miniszterelnök      | miniszterelnök         | miniszterelnök                                            |  |
| --------------------------------------------------------- | ------------------- | ------------------- | ---------------------- | --------------------------------------------------------- |  |
| Nagy Ferenc                                               | 1946. február 4.    | 1947. május 14.     | Független Kisgazdapárt |                                                           |  |
| miniszterelnöki teendőket ellátó miniszterelnök-helyettes |                     |                     |                        |                                                           |  |
| Rákosi Mátyás                                             | 1947. május 14.     | 1947. május 31.     | MKP                    |                                                           |  |
| miniszterelnök-helyettes, államminiszter                  |                     |                     |                        |                                                           |  |
| Rákosi Mátyás                                             | 1946. február 4.    | 1947. május 31.     | MKP                    |                                                           |  |
| Szakasits Árpád                                           | 1946. február 4.    | 1947. május 31.     | MSZDP                  |                                                           |  |
| államminiszter                                            |                     |                     |                        |                                                           |  |
| Kovács Béla                                               | 1946. február 4.    | 1946. február 23.   | Független Kisgazdapárt |                                                           |  |
| Dobi István                                               | 1946. december 18.  | 1947. május 31.     | Független Kisgazdapárt |                                                           |  |
| belügyminiszter                                           |                     |                     |                        |                                                           |  |
| Nagy Imre                                                 | 1946. február 4.    | 1946. március 20.   | MKP                    |                                                           |  |
| Rajk László                                               | 1946. március 20.   | 1947. május 31.     | MKP                    |                                                           |  |
| külügyminiszter                                           |                     |                     |                        |                                                           |  |
| Gyöngyösi János                                           | 1946. február 4.    | 1947. május 31.     | Független Kisgazdapárt |                                                           |  |
| pénzügyminiszter                                          |                     |                     |                        |                                                           |  |
| Gordon Ferenc                                             | 1946. február 4.    | 1946. augusztus 26. | Független Kisgazdapárt |                                                           |  |
| Rácz Jenő                                                 | 1946. augusztus 26. | 1947. március 14.   | Független Kisgazdapárt |                                                           |  |
| Nyárádi Miklós                                            | 1947. március 14.   | 1947. május 31.     | Független Kisgazdapárt | ideiglenesen Rácz Jenő vezeti a tárcát 1947. április 9-ig |  |
| honvédelmi miniszter                                      |                     |                     |                        |                                                           |  |
| Tombor Jenő                                               | 1946. február 4.    | 1946. július 25.    | Független Kisgazdapárt |                                                           |  |
| Nagy Ferenc                                               | 1946. augusztus 9.  | 1946. augusztus 21. | Független Kisgazdapárt | miniszterelnökként, ideiglenesen                          |  |
| Bartha Albert                                             | 1946. augusztus 21. | 1947. március 14.   |                        |                                                           |  |
| Dinnyés Lajos                                             | 1947. március 14.   | 1947. május 31.     | Független Kisgazdapárt | a tárcát saját kormányában is megtartotta                 |  |
| vallás- és közoktatásügyi miniszter                       |                     |                     |                        |                                                           |  |
| Keresztury Dezső                                          | 1946. február 4.    | 1947. március 14.   | Nemzeti Parasztpárt    |                                                           |  |
| Ortutay Gyula                                             | 1947. március 14.   | 1947. május 31.     | Független Kisgazdapárt |                                                           |  |
| földművelésügyi miniszter                                 |                     |                     |                        |                                                           |  |
| Kovács Béla                                               | 1946. február 4.    | 1946. február 23.   | Független Kisgazdapárt |                                                           |  |
| Dobi István                                               | 1946. február 23.   | 1946. november 20.  | Független Kisgazdapárt |                                                           |  |
| Bárányos Károly                                           | 1946. november 20.  | 1947. május 31.     | Független Kisgazdapárt |                                                           |  |
| igazságügyi miniszter                                     |                     |                     |                        |                                                           |  |
| Ries István                                               | 1946. február 4.    | 1947. május 31.     | MSZDP                  |                                                           |  |
| építés- és közmunkaügyi miniszter                         |                     |                     |                        |                                                           |  |
| Mistéth Endre                                             | 1946. október 12.   | 1947. január 14.    | Független Kisgazdapárt |                                                           |  |
| Rácz Jenő                                                 | 1947. február 12.   | 1947. március 31.   | Független Kisgazdapárt |                                                           |  |
| Veres Péter                                               | 1947. március 14.   | 1947. május 31.     | Nemzeti Parasztpárt    |                                                           |  |
| iparügyi miniszter                                        |                     |                     |                        |                                                           |  |
| Bán Antal                                                 | 1946. február 4.    | 1947. május 31.     | MSZDP                  |                                                           |  |
| kereskedelem- és szövetkezetügyi miniszter                |                     |                     |                        |                                                           |  |
| Rónai Sándor                                              | 1946. február 4.    | 1947. május 31.     | MSZDP                  |                                                           |  |
| közlekedésügyi miniszter                                  |                     |                     |                        |                                                           |  |
| Gerő Ernő                                                 | 1946. február 4.    | 1947. május 31.     | Magyar Kommunista Párt |                                                           |  |
| népjóléti miniszter                                       |                     |                     |                        |                                                           |  |
| Molnár Erik                                               | 1946. február 4.    | 1947. május 31.     | Magyar Kommunista Párt |                                                           |  |
| tájékoztatásügyi miniszter                                |                     |                     |                        |                                                           |  |
| Balla Antal                                               | 1946. február 4.    | 1946. november 20.  | Független Kisgazdapárt |                                                           |  |
| Bognár József                                             | 1946. november 20.  | 1947. március 14.   | Független Kisgazdapárt |                                                           |  |
| Mihályfi Ernő                                             | 1947. március 14.   | 1947. május 31.     | Független Kisgazdapárt |                                                           |  |
| közellátásügyi miniszter                                  |                     |                     |                        |                                                           |  |
| Bárányos Károly                                           | 1946. február 4.    | 1946. november 20.  | Független Kisgazdapárt |                                                           |  |
| Erőss János                                               | 1946. november 20.  | 1947. május 31.     | Független Kisgazdapárt |                                                           |  |
| újjáépítési miniszter                                     |                     |                     |                        |                                                           |  |
| Antall József                                             | 1946. február 4.    | 1946. július 20.    | Független Kisgazdapárt |                                                           |  |
| Mistéth Endre                                             | 1946. július 21.    | 1946. október 12.   | Független Kisgazdapárt |                                                           |  |